# Barrage de la Soyang
Le barrage de la Soyang est un barrage en remblai construit sur la Soyang  entre 1967 et 1973 à 10 km au nord-est de Chuncheon dans le Gangwon en Corée du Sud. Sa finalité est le contrôle des inondations, l'alimentation en eau et la production d'électricité. 

## Le lac de la Soyang
Le barrage a provoqué la formation d'un des plus grands lacs de Corée, le lac de la Soyang (소양호, Soyangho). Il s'étend sur 70 km² et a un volume de 2900 Mm³. Son bassin versant est de 2703 km². Celui-ci s'étend jusqu'aux districts de Yanggu et d'Inje et est parcouru par un ferry. Il accueille 50 espèces de poissons différentes (carpes, éperlans, truites, anguilles).